# Aire urbaine de Fort-de-France
En 2013, l'aire urbaine de Fort-de-France a une population municipale de  125 445 habitants et est composée de 4 communes, pour une superficie de 127,1 km² (définition 2010,).
Ces communes sont toutes situées dans la collectivité territoriale unique de la Martinique, qui exerce les compétences d'une région et d'un département. Elle correspond exactement à l'unité urbaine de Fort-de-France.
En 2012, elle se classe 71e au rang national (dans sa définition 2010) au regard de la population et au 2e rang en Martinique après celle du Robert.

## Communes
Liste des communes appartenant à l'aire urbaine de Fort-de-France selon la délimitation de 2010 :
| Code INSEE | Commune        | Catégorie                           | Superficie (km²) | Population (2013) | Densité (2013) (hab./km²) |
| ---------- | -------------- | ----------------------------------- | ---------------- | ----------------- | ------------------------- |
| 97205      | Case-Pilote    | Commune appartenant à un grand pôle | +0018,44         | +0004 464,        | +0242,                    |
| 97209      | Fort-de-France | Commune appartenant à un grand pôle | +0044,21         | +0084 174,        | +1 904,                   |
| 97225      | Saint-Joseph   | Commune appartenant à un grand pôle | +0043,29         | +0016 885,        | +0390,                    |
| 97229      | Schœlcher      | Commune appartenant à un grand pôle | +0021,17         | +0019 922,        | +0941,                    |

## Histoire
L'aire urbaine de Fort-de-France a été délimitée pour la première fois en 2010, à l'occasion du recensement de la population de 2008. Elle fait partie des grandes aires urbaines, dans la mesure où le pôle urbain a plus de 10 000 emplois.

## Évolution démographique
L'évolution démographique ci-dessous concerne l'aire urbaine dans la délimitation de 2010.
| 1967    | 1974    | 1982    | 1990    | 1999    | 2008    | 2012    | 2013    |
| ------- | ------- | ------- | ------- | ------- | ------- | ------- | ------- |
| 122 816 | 126 281 | 131 220 | 137 591 | 134 727 | 132 218 | 126 873 | 125 445 |